# Міхнюв
Міхнюв (пол. Michniów) — село в Польщі, у гміні Сухеднюв Скаржиського повіту Свентокшиського воєводства.
Населення — 439 осіб (2011).
У 1975-1998 роках село належало до Келецького воєводства.

## Демографія
Демографічна структура на день 31 березня 2011 року:
|          | Загалом | Допрацездатний вік | Працездатний вік | Постпрацездатний вік |
| -------- | ------- | ------------------ | ---------------- | -------------------- |
| Чоловіки | 217     | 34                 | 159              | 24                   |
| Жінки    | 222     | 41                 | 125              | 56                   |
| Разом    | 439     | 75                 | 284              | 80                   |